# 78-87 London Youth
78-87 London Youth là một cuốn sách 2012 nhiếp ảnh bởi nhiếp ảnh gia người Anh Derek Ridgers.

## Nội dung
Cuốn sách là tập hợp những bức ảnh của những người London trẻ tuổi được nhiếp ảnh gia chụp từ những năm 1978-1988. Cuốn sách thể hiện sự sáng tạo và cá tính của giới trẻ.

## Đón nhận
Trên tờ The Observer, Sean O'Hagan đã mô tả tác phẩm như một "hình ảnh của một thời đại đã qua" và viết rằng "hy vọng đây chỉ là phần đầu tiên trong loạt phim lớn hơn nhiều dành cho kho lưu trữ vô giá của Ridgers về văn hóa thanh niên London trong những thập kỷ này". Tác phẩm cũng đã được đánh giá trên The Daily Telegraph.